# Hollywood (canción de Marina and the Diamonds)
«Hollywood» es el segundo sencillo del álbum debut de la cantautora galesa Marina and the Diamonds, The Family Jewels. Se lanzó el 1 de febrero de 2010, seguido por el lanzamiento del álbum tres semanas más tarde, el 22 de febrero de 2010.

## Antecedentes
Cuando se le preguntó por qué "Hollywood" fue elegido como sencillo en una entrevista con la BBC, Diamandis dijo:

"Eso es lo que yo era. Hollywood me infectó el cerebro y yo realmente valoraba mal las cosas en mi vida, pero he cambiado de forma drástica".
Esa obsesión con la cultura de los famosos es muy poco saludable. No quiero vivir mi vida así, no quiero ser una típica estrella de pop.

Diamandis declaró al The Sun: "Es una canción sarcástica y escéptica sobre todo el carácter comercial de Estados Unidos. Me encanta el país, la gente y no puedo esperar a ir de gira por allí, pero no me gusta la forma en que te lava el cerebro. Me seduce la cultura pop, pero no quiero que se me infecte el cerebro".

## Recepción crítica
Fraser McAlpine de la BBC Chart Blog se refirió al hit como una "canción pop adecuadamente increíble" y afirmó que "el nivel de comprensión mostrado acerca de América, cultural y políticamente, va a la par con la canción de Razorlight sobre América [...]. Marina, con todo lo que ha visto de que Hollywood es un sitio indignantemente falso, con la posibilidad de que pasen cosas muy interesantes, parece pasárselo tan bien simplemente cantando la letra como pinchando su ego".

## Vídeo musical
El vídeo musical fue dirigido por Kinga Burza y subido a YouTube el 30 de noviembre de 2009. Se grabó en "una casa que es, básicamente, como un palacio" en el oeste de Londres. En el vídeo se ve a un partido patriótico estadounidense y a Marina con la bandera de Estados Unidos usada como decoración y ropa. Hay una serie de personajes y objetos que simbolizan el estereotipo de la cultura estadounidense en el videoclip como las animadoras, los deportistas, la reina del desfile, los paparazis, los peloteros, los imitadores de Elvis Presley, James Dean, Marilyn Monroe y el presidente Barack Obama.

## Lista de canciones
| UK CD single 1. "Hollywood" (Single Version) – 3:23 2. "Hollywood" (Gonzales Remix) – 3:43 UK iTunes EP 1. "Hollywood" (Single Version) – 3:23 2. "Hollywood" (Gonzales Remix) – 3:43 3. "Hollywood" (Fenech-Soler Remix) – 5:43 4. "Hollywood" (Monarchy 'Gliese Remix') – 7:24 5. "Hollywood" (Acoustic) – 3:38 | UK 7" single A. "Hollywood" (Single Version) – 3:23 B. "Bad Kidz" – 3:49 UK limited edition signed 7" single (limited to 300 copies) A. "Hollywood" (Single Version) – 3:23 B. "Hollywood" (Gonzales Remix) – 3:43 Additional Remixes 1. "Hollywood" (Ground Control Remix) - 3:34 2. "Hollywood" (Radioproof Remix) - 4:43 |

### Posiciones semanales
| Lista (2010)                              | Mejor posición |
| ----------------------------------------- | -------------- |
| Alemania (Media Control AG)               | 15             |
| Austria (Ö3 Austria Top 40)               | 17             |
| República Checa (Rádio Top 100 Oficiální) | 27             |
| Dinamarca (Airplay danés)                 | 10             |
| Eslovaquia (Rádio Top 100 Oficiálna)      | 68             |
| Irlanda (IRMA)                            | 21             |
| Reino Unido (UK Singles Chart)            | 12             |

### Posiciones anuales
| Lista (2010)     | Posición |
| ---------------- | -------- |
| UK Singles Chart | 135      |